# Llei de prevenció i assistència en matèria de substàncies que poden generar dependència
La Llei de prevenció i assistència en matèria de substàncies que poden generar dependència coneguda també com la llei 20/1985 de 25 de juliol té per objecte regular la prevenció i assistència, a fi de col·laborar en l'esforç solidari de tota la societat en l'atenció a les persones afectades per problemes generats per l'ús o abús de substàncies addictives.

## Àmbit d'aplicació

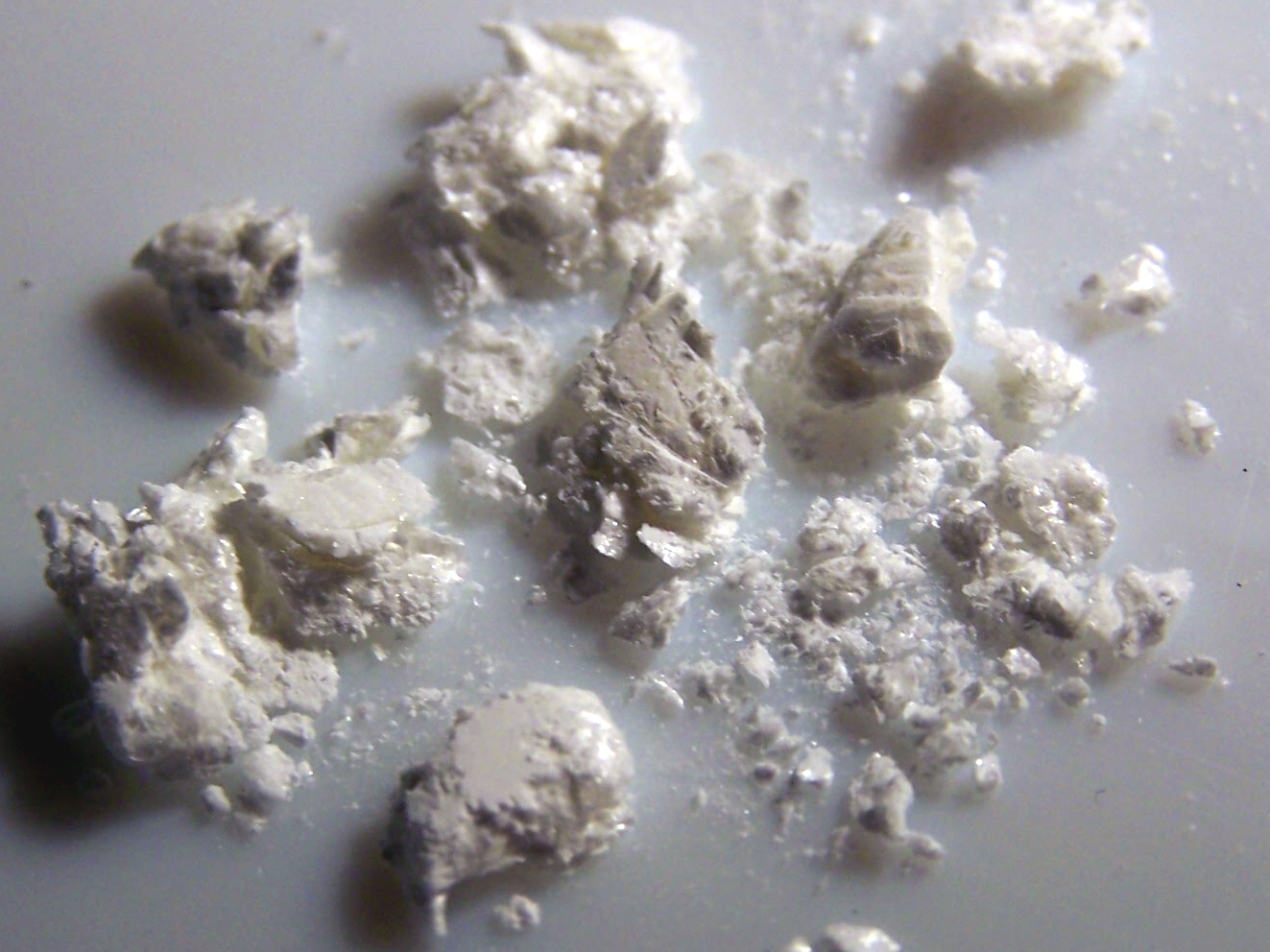
La cocaïna és un clar exemple de droga no institucionalitzada segons la llei 20/1985

L'àmbit d'aplicació de la llei s'estén a les accions de promoció i accés a la informació, educació sanitària, atenció, assistència, rehabilitació i reinserció tant de drogues il·legals com les socialment integrades.
La llei fa especial èmfasi en els infants i jovent, promovent els estils de vida saludable i la reducció de la promoció, venda i consum de productes que generin dependència als límits que la preservació de la salut i el benestar col·lectiu exigeixen.

## Estructura
La llei consta de 7 títols, amb 49 articles i tres eixos bàsics:
- Limitar la promoció i venda de drogues legals
- Actuar de forma assistencial, rehabilitadora i reinsertiva per als drogodependents
- Regular les competències autonòmiques en ordenació, planificació i coordinació de programes

## Títol I

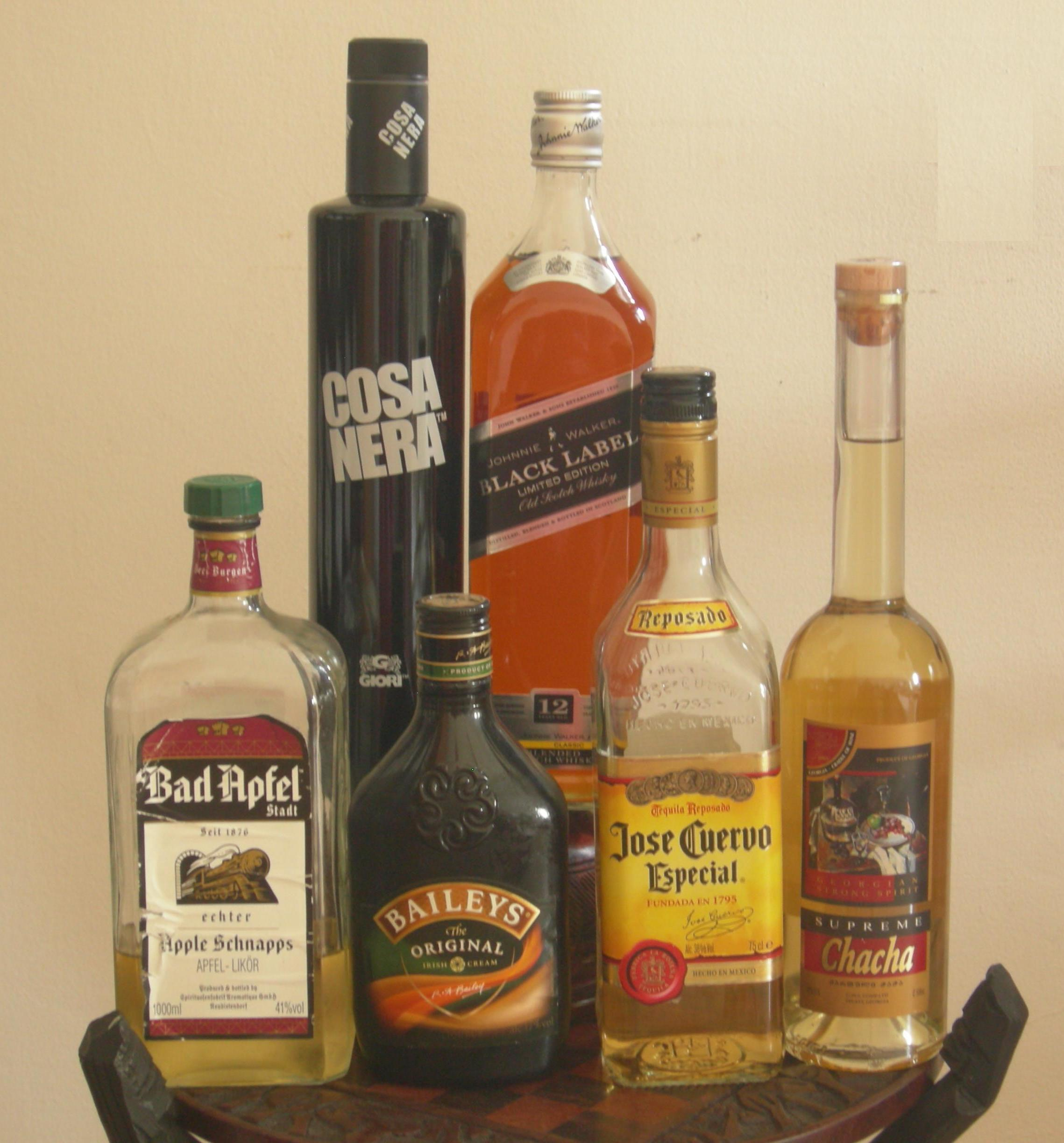
L'alcohol tindria la categorització de droga segons la llei 20/1985

Recull quines substàncies són objecte de la llei:
- Droga: Substància que, administrada a l'organisme, és capaç de generar dependència, provocar canvis de conducta i produir efectes perniciosos per a la salut.
- Droga no institucionalitzada:L'heroïna, cocaïna, cànnabis i derivats, l'àcid lisèrgic i altres drogues d'ús no integrat en l'estructura social.
- Dependència: Estat psicoorgànic que resulta de l'absorció repetida d'una substància caracteritzat pel desencadenament d'una sèrie de forces que impulsen al consum d'aquesta.
- Desintoxicació: Procés terapèutic orientat a la interrupció de la intoxicació produïda per una substància exògena a l'organisme.
- Deshabituació: Procés terapèutic d'eliminació d'una dependència.
- Rehabilitació: Procés de recuperació dels aspectes del comportament individuals d'una societat.
- Reinserció: Procés d'inserció d'una persona en la societat com a ciutadà responsable i autònom.

## Títol II

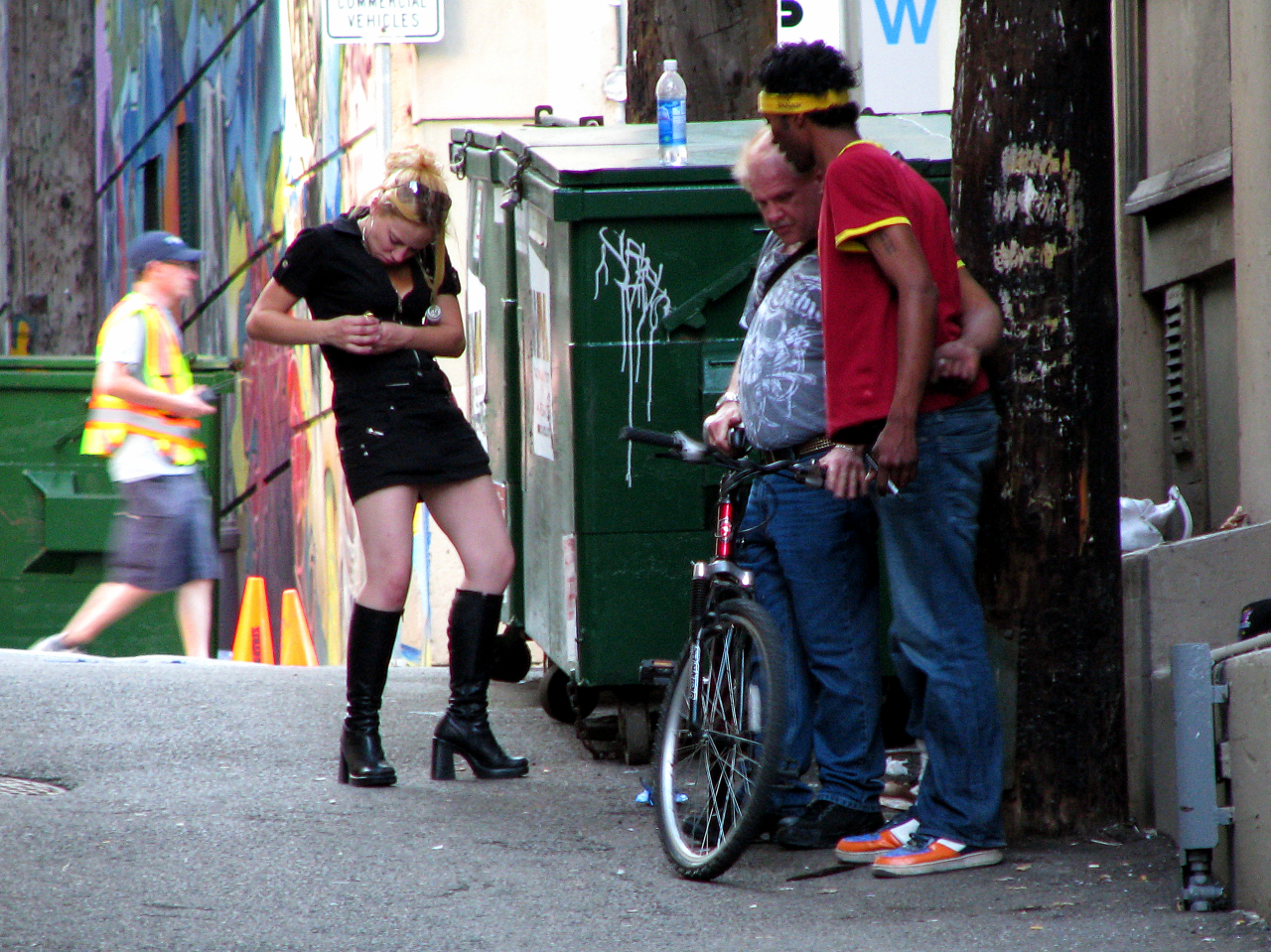
La llei posa especial èmfasi en el treball amb joves i infants.

Recull les mesures preventives generals fomentant el desenvolupament de programes i accions d'informació i educació sanitària a la població general i fent especial èmfasi als joves i infants.

## Títol III
Recull les mesures de prevenció i assistència de drogues no institucionalitzades, remarcant la necessitat d'atenció especial on el jove és més vulnerable, evitant l'etiquetatge social de la persona drogodependent. Recalca el dret del drogodependent ha rebre assistència i tractament mèdic des d'una vessant multidisciplinària: La xarxa hospitalària a nivell d'urgència i xarxa ambulatòria a nivell de desintoxicació i deshabituació tot i que pot ajudar-se de les comunitats terapèutiques,etc.
El Departament de salut ha de definir la funció dels centres sanitaris i de serveis socials, l'educació sanitària i l'orientació, atenció i assistència de les persones amb dependència de drogues i llurs famílies. Ha de col·laborar amb el Departament de justícia per implantar programes d'atenció en els centres penitenciaris.

## Títol IV
Recull aquelles disposicions destinades a treballar amb l'alcohol. Per tant, disposa del control en la promoció pública en llocs diferenciats i la prohibició d'oferiment gratuït de begudes alcohòliques així com de promocions especials. Es prohibeix la venda a menors de 18 anys, així com la venda de begudes alcohòliques de gradació superior als 20 graus en centres sanitaris, d'ensenyament universitari, autopistes i centres esportius a càrrec de l'administració pública. Es prohibeix el consum en establiments oberts al públic, així com la venda en centres amb menors de 18 anys del Departament de justícia, així com en empreses de transport públic. També, es prohibeix la venda de begudes alcohòliques de gradació superior als 23 graus en càmpings, platges, etc.

## Títol V

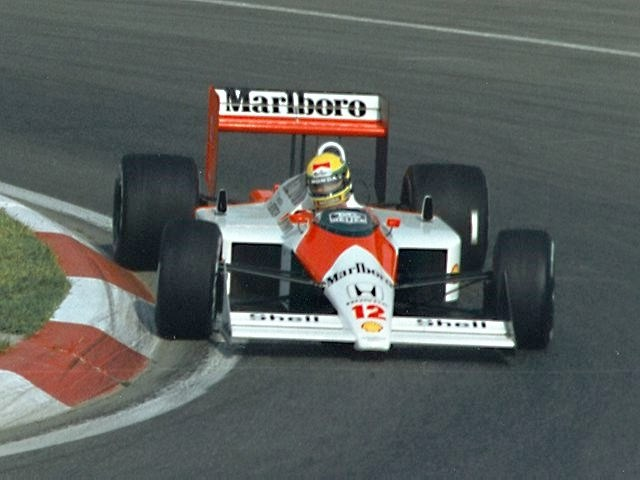
El patrocini de marques de tabac a Catalunya queda prohibit per la llei 25/2008 de les Corts Generals

Regula les mesures de control de la promoció del tabac i del seu consum, prohibint la venda i el consum en diferents indrets. Val dir que amb l'entrada en vigor de la llei 25/2008 de 26 de desembre de caràcter estatal, es van ampliar més les mesures sanitàries i limitadores davant el tabac, regulant la venda i restringint el consum i publicitat dels productes de tabac. Aquesta llei també en regula el règim sancionador.

## Títol VI
Regula altres tipus de dependències, fent referència a la prohibició de venda de coles i altres productes industrials inhalats a menors de 18 anys.

## Títol VII
Designa al Departament de Salut com l'encarregat d'ordenar les mesures a les quals fa referència la llei.

## Marc Legislatiu
Aquesta llei també ha comportat un important desenvolupament legislatiu i reglamentari:
- Decret 69/1987 pel que es detallen les coles amb efectes euforitzants o depressius.
- La llei 10/1991 de 10 de maig que regula les begudes alcohòliques.[3]
- Decret 235/1991 pel qual es regulen els missatges dissuasius, els logotips i la senyalització sobre tabac i alcohol.
- La llei 8/1998 de 10 de juliol que amplia la prohibició de consum de begudes alcohòliques en determinats establiments.[4]
- La llei 1/2002 d'11 de març de protecció dels joves com a grup més vulnerable davant les substàncies que creen addició.[5]
- Decret 32/2005 pel qual es regula la senyalització de les limitacions en la venda de begudes alcohòliques.[6]

De la mateixa manera, es relaciona amb la llei 12/2007 d'11 d'octubre de serveis socials.